# Svetovno prvenstvo v veslanju 2005
28. Svetovno prvenstvo v veslanju se je odvijalo v Nagaragawa International Regatta Course, Kaizu, Gifu, Japonska med 28. avgustom in 4. septembrom 2005. 

## Moški rezultati
| Dogodek:                           | Zlato: | Zlato:  | Srebro: | Srebro: | Bron: | Bron:   |
| ---------------------------------- | --- | ------- | --- | ------- | --- | ------- |
| Enojec - M1x                       | Nova Zelandija Mahe Drysdale | 7:16.42 | Norveška Olaf Tufte | 7:18.34 | Češka Ondřej Synek | 7:21.12 |
| Lahki enojec - LM1x                | Grčija Vasileios Polymeros | 7:17.79 | Združeno kraljestvo Zac Purchase | 7:23.10 | Francija · Fabrice Moreau | 7:23.97 |
| Dvojni dvojec - M2x                | Slovenija Luka Špik & Iztok Čop | 6:37.61 | Italija Federico Gattinoni & Luca Ghezzi | 6:37.96 | Nemčija · Christian Schreiber & Rene Burmeister | 6:46.71 |
| Lahki dvojni dvojec - LM2x         | Madžarska Zsolt Hirling & Tamas Varga | 6:05.10 | Danska Mads Rasmussen & Rasmus Quist | 6:05.62 | Poljska Paweł Randa & Robert Sycz | 6:07.93 |
| Dvojni četverec - M4x              | Poljska Konrad Wasielewski, Marek Kolbowicz, Michał Jeliński & Adam Korol                                                                      | 5:34.96 | Slovenija Matej Prelog, Davor Mizerit, Luka Špik & Iztok Čop | 5:35.45 | Estonija Jüri Jaanson, Leonid Gulov, Tõnu Endrekson & Andrei Jämsa                                                                                         | 5:36.61 |
| Lahki dvojni četverec - LM4x       | Italija Gardino Pellolio, Daniele Gilardoni, Luca Moncada & Filippo Mannucci                                                                   | 5:44.76 | Belgija · Justin Gevaert, Francois Libois, Wouter van der Fraenen & Kristof Dekeyser                                                                                  | 5:46.00 | Kanada · Jeff Bujas, Douglas Vandor, Matthew Jensen & Morgan Jarvis                                                                                        | 5:47.86 |
| Dvojec brez krmarja - M2-          | Nova Zelandija Nathan Twaddle & George Bridgewater                                                                                             | 6:52.51 | Južna Afrika Ramon Di Clemente & Donovan Cech | 6:55.52 | Italija Luca Agamennoni & Dario Lari | 6:57.29 |
| Dvojec s krmarjem - M2+            | Avstralija · Hardy Cubasch, Sam Conrad & Marc Douez                                                                                            | 7:16.61 | Italija Dario Cerasola, Edoardo Verzotti & Manuel Belingerio | 7:23.22 | ZDA · Jordan Smith, Micah Boyd & Chase Phillips | 7:26.22 |
| Četverec brez krmarja - M4-        | Združeno kraljestvo Steve Williams, Peter Reed, Alex Partridge & Andrew Triggs Hodge                                                           | 6:11.59 | Nizozemska Geert Cirkel, Jan-Willem Gabriels, Matthijs Vellenga & Gijs Vermeulen                                                                                      | 6:13.23 | Kanada · Rob Weitemeyer, Peter Dembicki, Andrew Ireland & Kristopher McDaniel                                                                              | 6:16.02 |
| Četverec s krmarjem - M4+          | Francija · Nicolas Podpovitny, Vincent Durupt, Alex Johnatan Mathis, Lionel Jacquiot & Nicolas Majerus                                         | 6:02.42 | ZDA · Troy Keeper, Matthew Hughes, Patrick Sullivan, Brett Newlin & Marcus McElhenney                                                                                 | 6:03.44 | Nemčija · Toni Seifert, Matthias Flach, Johannes Doberschütz, Falk Müller & Martin Saür                                                                    | 6:06.01 |
| Lahki četverec brez krmarja - LM4- | Francija · Franck Solforosi, Jeremy Pouge, Jean-Christophe Bette & Fabien Tilliet                                                              | 5:47.91 | Irska Timmy Harnedy, Eugene Coakley, Richard Archibald & Paul Griffin                                                                                                 | 5:49.26 | Italija Lorenzo Bertini, Salvatore Di Somma, Elia Luini & Bruno Mascarenhas                                                                                | 5:49.30 |
| Osmerec - M8+                      | ZDA · Paul Daniels, Matt Deakin, Steve Coppola Jr, Dan Beery, Joshua Inman, Bryan Volpenhein, Beau Hoopman, Marcus McElhenney & Mike Blomquist | 5:22.75 | Italija Lorenzo Carboncini, Niccola Mornati, Pierpaolo Frattini, Valerio Pinton, Mario Palmisano, Dario Dentale, Raffaello Leonardo, Carlo Mornati & Gaetano Iannuzzi | 5:24.01 | Nemčija · Jochen Urban, Sebastian Schulte, Stephan Koltzk, Jan-Martin Broeer, Jan Tebrügge, Ulf Siemes, Thorsten Engelmann, Andreas Penkner & Peter Thiede | 5:25.66 |

## Ženski rezultati
| Dogodek:                     | Zlato: | Zlato:  | Srebro: | Srebro: | Bron: | Bron:   |
| ---------------------------- | --- | ------- | --- | ------- | --- | ------- |
| Enojec - W1x                 | Belorusija Ekaterina Karsten-Hodotovitč | 7:48.35 | Češka Mirka Knapkova | 7:51.69 | ZDA · Michelle Guerette | 7:51.62 |
| Lahki enojec - LW1x          | Nizozemska Marit van Eupen | 8:07.39 | Francija · Benedicte Dorfman | 8:10.53 | Španija Teresa Mas De Xaxars Rivero | 8:12.71 |
| Dvojni dvojec - W2x          | Nova Zelandija Georgina Evers-Swindell & Caroline Evers-Swindell                                                                                      | 7:08.03 | Bolgarija Rumjana Nejkova & Miglena Markova | 7:10.92 | Avstralija · Amber Bradley & Sally Kehoe | 7:22.86 |
| Lahki dvojni dvojec - LW2x   | Nemčija · Daniela Riemer & Marie-Louise Dräger | 6:48.47 | ZDA · Renee Hykel & Julia Nichols | 6:48.77 | Finska Sanna Sten & Minna Nieminen | 6:49.02 |
| Dvojni četverec - W4x        | Združeno kraljestvo Rebecca Romero, Sarah Winckless, Frances Houghton & Katherine Grainger                                                            | 6:09.59 | Nemčija · Britta Oppelt, Susanne Schmidt, Kathrin Boron & Stephanie Schiller                                                                                        | 6:09.93 | Rusija · Olga Samulenkova, Oksana Dorodnova, Tonu Larisa Merk & Irina Fedotova                                                                               | 6:12.19 |
| Lahki dvojni četverec - LW4x | Kanada · Tracy Cameron, Mara Jones, Elizabeth Urbach & Melanie Kok                                                                                    | 6:19.87 | Danska Kirsten Jepsen, Maria Pertl, Katrin Olsen & Juliane Rasmussen                                                                                                | 6:20.69 | Združeno kraljestvo Tanya Brady, Lorna Norris, Hester Goodsell & Naomi Hoogesteger                                                                           | 6:22.49 |
| Dvojec brez krmarja - W2-    | Nova Zelandija Juliette Haigh & Nicky Coles | 7:43.83 | Avstralija · Sarah Outhwaite & Natalie Bale | 7:47.57 | Rusija · Vera Potčitaeva & Valeria Starodubrovskaja | 7:50.07 |
| Četverec brez krmarja - W4-  | Avstralija · Robyn Selby Smith, Emily Martin, Pauline Frasca & Kate Hornsey                                                                           | 6:55.56 | Nemčija · Mandy Emmrich, Wilma Dressel, Kersten Naumann & Christiane Hölzel                                                                                         | 7:03.24 | Belorusija Natallia Haurilenka, Volha Plaškova, Tatsina Narelik & Maria Brel                                                                                 | 7:07.96 |
| Osmerec - W8+                | Avstralija · Sarah Outhwaite, Robyn Selby Smith, Sonia Mills, Kate Hornsey, Emily Martin, Fleur Chew, Pauline Frasca, Sarah Heard & Elizabeth Patrick | 5:58.10 | Romunija Eniko Barabas, Georgeta Craciun, Camelia Lupascu, Ana Maria Apachitei, Elena Serban-Parvan, Ioana Papuc, Rodica Florea, Simona Strimbeschi & Rodica Anghel | 5:59.50 | Nizozemska Femke Dekker, Nienke Dekkers, Nienke Hommes, Hurnet Dekkers, Annamarieke van Rumpt, Laura Posthuma, Annemiek de Haan, Helen Tanger & Ester Workel | 5:59.61 |

## Medalje po državah
| Mesto | Država              | Zlato | Srebro | Bron | Skupaj |
| 1     | Nova Zelandija      | 4     | 0      | 0    | 4      |
| 2     | Avstralija          | 3     | 1      | 1    | 5      |
| 3     | Francija            | 2     | 1      | 1    | 4      |
| 3     | Združeno kraljestvo | 2     | 1      | 1    | 4      |
| 5     | Italija             | 1     | 3      | 2    | 6      |
| 6     | Nemčija             | 1     | 2      | 3    | 6      |
| 7     | ZDA                 | 1     | 2      | 2    | 5      |
| 8     | Nizozemska          | 1     | 1      | 1    | 3      |
| 9     | Slovenija           | 1     | 1      | 0    | 2      |
| 10    | Kanada              | 1     | 0      | 2    | 3      |
| 11    | Belorusija          | 1     | 0      | 1    | 2      |
| 11    | Poljska             | 1     | 0      | 1    | 2      |
| 13    | Grčija              | 1     | 0      | 0    | 1      |
| 13    | Madžarska           | 1     | 0      | 0    | 1      |
| 15    | Danska              | 0     | 2      | 0    | 2      |
| 16    | Češka               | 0     | 1      | 1    | 2      |
| 17    | Belgija             | 0     | 1      | 0    | 1      |
| 17    | Bolgarija           | 0     | 1      | 0    | 1      |
| 17    | Irska               | 0     | 1      | 0    | 1      |
| 17    | Norveška            | 0     | 1      | 0    | 1      |
| 17    | Romunija            | 0     | 1      | 0    | 1      |
| 17    | Južna Afrika        | 0     | 1      | 0    | 1      |
| 23    | Rusija              | 0     | 0      | 2    | 2      |
| 24    | Estonija            | 0     | 0      | 1    | 1      |
| 24    | Finska              | 0     | 0      | 1    | 1      |
| 24    | Španija             | 0     | 0      | 1    | 1      |
|       | Skupaj              | 21    | 21     | 21   | 63     |